# Ricky Ullman
Ricky Ullman (Eilat, 24 de janeiro de 1986) é um ator israelense, mais conhecido por protagonizar o seriado Phil of the Future.

## Filmografia

### Televisão
- 2007 Cold Case como Phil DePreta
- 2006 House, M.D. como Jeremy
- 2006 Phil of the Future como Phil Diffy
- 2006 Big Love como Chad
- 2005 That's So Raven como Jake Haskall
- 2004 Law & Order: Special Victims Unit como Daniel Spencer
- 2002 Guiding Light como Jacky

### Cinema
- 2008 Spring Break '83 como Billy
- 2008 The Trouble with Cali como Lois
- 2008 Prom Wars como Percy
- 2007 The Violin como David
- 2007 Normal Adolescent Behavior como Price
- 2006 Driftwood como David Forrester
- 2006 The Big Bad Swin como Hunter McCarthy
- 2004 Pixel Perfect como Roscoe
- 2001 The Boys at Sunset Ridge como John Burroughs
- 1998 Crossfire como Aziz
- 2004 Em busca do coração de david

### Discografia
- DisneyMania 3 - Disney Channel Circle of Stars

#### Single
- A Dream is a Wish Your Heart Makes